# Dimya californiana
Dimya californiana är en musselart som beskrevs av S. S. Berry 1936. Dimya californiana ingår i släktet Dimya och familjen Dimyidae. Inga underarter finns listade i Catalogue of Life.